# Fundación Bill y Melinda Gates

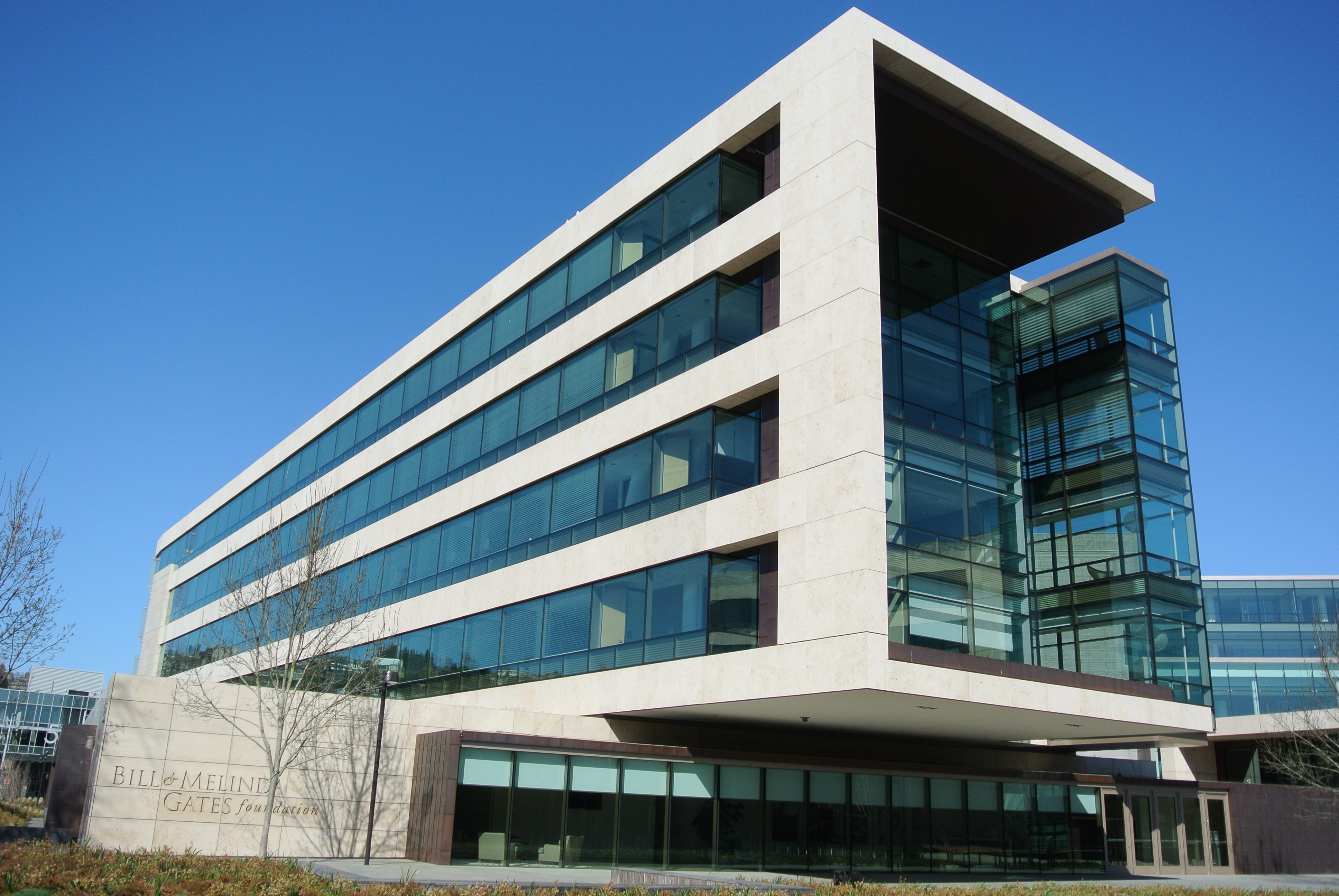
Sede de la fundación en Seattle

La Fundación Bill y Melinda Gates (B&MGF o Fundación Gates) es la fundación privada fundada por Bill Gates y Melinda Gates. Su sede está en la ciudad de Seattle, Washington. En 1994, fue creada como la Fundación William H. Gates y fue renombrada en 1999 como la Fundación Bill y Melinda Gates. En enero de 2000 se unen la fundación Gates para el aprendizaje y la fundación William H. Gates. La fundación está dirigida por Bill Gates, Melinda Gates y Warren Buffett. Codirigida por el padre de Bill Gates, William H. Gates Sr., y Jeff Raikes. En mayo de 2006 fue galardonada con el Premio Príncipe de Asturias de Cooperación Internacional.
Según la OCDE, entre año 2013 y el 2020, la Fundación Bill y Melinda Gates ha encabezado la lista de entidades filantrópicas de carácter privado que mayor dotación económica ha destinado a la cooperación y al desarrollo.
En 2004, la fundación desarrolla una campaña de 200 millones de dólares para promover la prevención del sida en India; su mayor programa de subvenciones en un solo país. .
En 2006, dona 500 millones de dólares para la lucha contra el sida. El fondo fue pagado al Fondo Global contra el sida, la tuberculosis y la malaria en el año 2011. 132 países fueron beneficiados.
En diciembre de 2009 la fundación tenía un capital de 34.500 millones de dólares según datos de la propia Fundación. En junio de 2010, Bill Gates y Warren Buffett inician la campaña The Giving Pledge para conseguir que los hombres más ricos de los Estados Unidos donen al menos el 50% de su fortuna en vida o como herencia, filantrópicamente.

## Iniciativas apoyadas por la Fundación
- El Reinvent the Toilet Challenge (El Reto de Reinventar el Baño) es un esfuerzo de largo plazo para desarrollar un baño higiénico y tecnologías para mejorar el arrastre de las letrinas de hoyo.
- La Fundación apoya la labor de los subvencionados en los 50 estados de EE. UU, así como el Distrito de Columbia. A nivel internacional, brindan ayuda a más de 100 países.
- GAVI Alliance, que persigue ampliar la vacunación de los niños: 1.500 millones de dólares
- El United Negro College Fund, un programa de becas para estudiantes negros y universidades que acogen un gran número de estudiantes negros, y el Gates Millennium Scholars Program, programa de becas para estudiantes universitarios: 1.370 millones de dólares
- La iniciativa PATH para la vacuna contra la malaria: 456 millones de dólares.
- Rotary International, a favor de la erradicación de la polio: 355 millones de dólares
- Intensive Partnerships for Effective Teaching, que apoya iniciativas para fomentar cambios importantes con respecto a la forma en que se contrata, se forma, se premia y se retiene a los profesores: 290 millones de dólares
- Apoyo a las escuelas públicas del condado de Hillsborough: 100 millones de dólares
- Escuelas de Memphis: 90 millones de dólares
- The College-Ready Promise (Los Ángeles), iniciativa que tiene como objetivo preparar a más estudiantes para que vayan a la universidad: 60 millones de dólares
- Escuelas Públicas de Pittsburgh: 40 millones de dólares
- Alianza para una Revolución Verde en África (AGRA, por sus siglas en inglés), iniciativa que tiene como objetivo mejorar semillas y tierras para los agricultores africanos: 264,5 millones de dólares
- Save the Children, para salvar la vida de recién nacidos: 112 millones de dólares
- United Way del condado de King: 85 millones de dólares
- Programa Mundial de Alimentos, para aumentar los ingresos de los pequeños agricultores: 66 millones de dólares
- TechnoServe, que apoya a los pequeños campesinos cultivadores de café a aumentar su producción y conseguir precios más altos: 46,9 millones de dólares
- Heifer International, que apoya a los pequeños ganaderos a producir productos lácteos locales y regionales: 43 millones de dólares
- Alliance for Financial Inclusion (AFI), una coalición de países en desarrollo que pone a disposición de personas que viven con menos de dos dólares al día cuentas de ahorro, seguros y otros servicios financieros: 35 millones de dólares
- Consultative Group to Assist the Poor (CGAP), que prueba y fomenta el uso de tecnologías de la información y comunicación para proporcionar microcréditos: 24 millones de dólares
- Achieve, Inc. y el American Diploma Project Network, que ayudan a los estados a lograr que el nivel de formación en la escuela secundaria se adapte a las expectativas de la universidad y otras trayectorias profesionales: 23 millones de dólares
- Opportunity Online Program, múltiples sistemas de bibliotecas: 22,9 millones de dólares
- Ministerio de Cultura de la República de Letonia, que apoya la instalación de computadoras públicas con acceso a Internet, la formación de personal y la puesta en marcha de un sistema de apoyo a las bibliotecas públicas: 19,8 millones de dólares
- Opportunity International Inc., que fomenta el desarrollo y la expansión de una red de bancas comerciales en África: 15,4 millones de dólares
- Gateway to College, cuya meta es ampliar un programa que permite a las instituciones educativas que ayuden a los estudiantes que necesitan clases de apoyo: 7,28 millones de dólares
- Building Changes, que apoya la creación del Washington Families Fund y las iniciativas en los condados de King (Pierce) y de Snohomish para reducir la carencia de vivienda familiar: 17,5 millones de dólares

## Críticas
Críticos dicen que la Fundación Bill Melinda Gates Foundation ha pasado por alto el vínculo entre pobreza y el bajo rendimiento académico, y que ha demonizado injustamente a los profesores por el bajo rendimiento de los estudiantes menos privilegiados. Afirman que la Fundación Gates debería estar adoptando políticas antipobreza y de salario digno en lugar de promover reformas educativas no probadas y sin base empírica.
También se ha dicho que reformas respaldadas por la Fundación Gates, tales como el aumento del uso de la tecnología en la educación podrían beneficiar económicamente a Microsoft y a la familia Gates.
El trust de la fundación invierte activos no distribuidos, con el único objetivo de maximizar el retorno sobre la inversión y no tener en cuenta los objetivos de la fundación. Como resultado, sus inversiones incluyen compañías que han sido criticadas por empeorar la pobreza en los mismos países en desarrollo donde la fundación está intentando reducirla. Entre estas empresas se incluyen compañías que contaminan fuertemente  el medio ambiente y compañías farmacéuticas que no venden sus productos en los países en desarrollo. En respuesta a las críticas de la prensa, la fundación anunció en 2007 una revisión de sus inversiones para evaluar su responsabilidad social.
La fundación ha sido criticada por ambos lados del debate sobre el aborto. Hasta el 2013 Planned Parenthood estuvo entre los beneficiarios de la fundación Gates. Mas en 2014 Melinda Gates declaró que había "decidido no costear abortos", concentrándose en su lugar en planificación familiar y anticoncepción. Esto también ha generado oposición por otro lado, a lo que Gates respondió que ella encuentra el tema conflictivo y que "el debate emocional y personal sobre el aborto amenaza interponerse en el camino del consenso en torno a la planificación familiar para salvar vidas".